# Кратин Млађи
Кратин Млађи (4. век пре нове ере) је био комични песник Средње комедије. Био је савременик Платона и Корида. Био је професионално најактивнији средином 4. века пре нове ере, а тек 324. п. н. е. Неки научници верују да је чак живео у време владавине Птолемеја II Филаделфа.

## Сачувани наслови и фрагменти
Сачувано је девет наслова његових драма:
| - Bouseris - Gigantes - Theramenes - Omphale - Pythagorizousa | - Tarantinoi - Titanes - Cheiron - Pseudypobolimaios |

Многи фрагменти приписани писцу Старе комедије Кратинусу вероватно су били дела Кратина Млађег.